# Су Мунтију е С'Омине (Сасари)
Су Мунтију е С'Омине је насеље у Италији у округу Сасари, региону Сардинија.
Према процени из 2011. у насељу је живело 11 становника. Насеље се налази на надморској висини од 459 м.